# Schizopyga congica
Schizopyga congica är en stekelart som först beskrevs av Pierre L. G. Benoit 1953.  Schizopyga congica ingår i släktet Schizopyga och familjen brokparasitsteklar. Inga underarter finns listade i Catalogue of Life.